# Cycloctenus pulcher
Cycloctenus pulcher är en spindelart som beskrevs av Arthur Urquhart 1891. Cycloctenus pulcher ingår i släktet Cycloctenus och familjen Cycloctenidae. Inga underarter finns listade i Catalogue of Life.